# 주현
주현(朱鉉, 본명: 주일춘, 1941년 3월 1일 ~ )은 대한민국의 배우이다.

## 생애
본관은 신안(新安)이며 함경남도 혜산진에서 출생하였다.
그는 1960년 연극배우 첫 데뷔하였으며 이후 1966년 2월 건국대학교 정치외교학과 학사 학위 후 같은 해 1966년 3월에 학군사관으로 육군 소위 임관한 그는 1968년 3월 육군 중위 진급하였고 군 복무 시절 반공영화를 촬영차 부대 방문을 한 영화제작팀이 당시 주현의 복무 부대를 방문하였을 때 배우 중 한 명이 나타나지 않아 당시 소대장 직위 및 육군 중위 신분에 있었던 주현이 대신 이 배역을 담당한 것을 계기로써 1969년 6월 대한민국 육군 중위 전역 후에도 계속 연극배우 활동하다가 그 해 1969년 12월 TBC 동양방송 특채로써 TBC 드라마에 첫 출연하였고 이듬해 1970년 7월 서울중앙방송(지금의 KBS 한국방송공사) 9기 공채로써 서울중앙방송 드라마에 첫 출연하여 정식 연기자 데뷔하였다.
그의 친형은 前 KBS 드라마 PD이며 前 SBS 드라마 PD인 시인 겸 대학 교수 주일청(朱一晴)이다.

## 학력
- 배명고등학교 졸업
- 건국대학교 정치외교학과 학사

## 작품 활동

### 텔레비전 드라마
- 1970년 KBS 다큐드라마 《월남전선》 ... 중대장 역
- 1971년 KBS 주간연속극 《사랑의 훈장》 ... 의사 역(첫 주연 작품)
- 1971년 KBS 금요드라마 《먹구름 흰구름》 ... 용이 역
- 1972년 KBS 대하드라마 《임진왜란》 ... 충무공 이순신 역
- 1972년 KBS 반공드라마 실화극장 《야간비행》
- 1974년 KBS 반공드라마 실화극장 《너와 나》 ... 반공청년 영민 역
- 1974년 KBS 일일연속극 《꽃피는 팔도강산》
- 1974년 KBS 대하드라마 《강감찬》 ... 강감찬 역
- 1975년 KBS 반공드라마 실화극장 《대동강》
- 1979년 KBS 일요아침드라마 《물무늬》
- 1980년 KBS1 일일연속극 《벼랑 위의 사람들》
- 1981년 KBS1 대하드라마 《대명》 ... 원두표 역
- 1981년 KBS1 주간연속극 《두 여인》
- 1981년 KBS2 주간연속극 《형사》
- 1981년 KBS1 미니시리즈 《천과 지》
- 1982년 KBS1 어린이드라마 《똑순이만세》
- 1982년 KBS1 3부작특집극 《우둥불》
- 1982년 KBS1 특집드라마 《맥토》
- 1983년 KBS1 일일연속극 《남매》 ... 간장공장 주인 역
- 1984년 KBS2 미니시리즈 《불타는 바다》
- 1984년 KBS1 특집드라마 《함정》
- 1985년 KBS1 일요아침드라마 《해돋는 언덕》
- 1986년 KBS2 주말연속극 《내 마음 별과 같이》
- 1988년 KBS 미니시리즈 《제7병동》
- 1988년 KBS2 주말연속극 《은혜의 땅》
- 1988년 KBS1 특집드라마 《조선백자 마리아상》 ... 특별출연
- 1989년 KBS1 일일연속극 《회전목마》
- 1989년 MBC 대하드라마 《제2공화국》 ... 홍종철 역
- 1990년 KBS1 일일연속극 《서울 뚝배기》 ... 안동팔 역
- 1990년 KBS1 대하드라마 《여명의 그날》 ... 무정 역
- 1991년 SBS 주말극장 《목소리를 낮춰요》
- 1992년 KBS2 월화연속극 《형》 ... 동훈 역
- 1993년 SBS 수목연속극 《한강 뻐꾸기》 ... 백두노인 역
- 1993년 MBC 청소년드라마 《사춘기》 동민 부 역
- 1993년 MBC 미니시리즈 《산바람》 ... 이영근 역
- 1993년 KBS2 일요드라마 《합이 셋이오》
- 1993년 SBS 단막극 《테마 시리즈 - 아버지, 어느날 갑자기》
- 1993년 SBS 미니시리즈 《머나먼 쏭바강》
- 1994년 SBS 미니시리즈 《사랑은 없다》 ... 화영 부 역
- 1994년 MBC 주말연속극 《여울목》 ... 박정욱 역
- 1995년 SBS 주말극장 《옥이 이모》 ... 삼촌 역
- 1995년 MBC 창사 34주년 특집드라마 《전쟁과 사랑》 ... 조자룡 역
- 1995년 MBC 특별기획드라마 《제4공화국》 ... 김일성 역
- 1996년 KBS2 미니시리즈《컬러 제1화 (화이트)》
- 1996년 MBC 일일연속극 《자반고등어》 ... 박만수 역
- 1996년 MBC 추석특집극 《세상에서 가장 아름다운 이별》 ... 정철 역
- 1997년 KBS1 신년특집극 《댁의 딸 우리 아들》
- 1997년 MBC 농촌드라마 《전원일기》
- 1997년 MBC 청춘시트콤 《남자 셋 여자 셋》 ... 김지원의 막내 숙부 김길봉 역
- 1997년 MBC 일일연속극 《세 번째 남자》 ... 장풍식 역
- 1997년 MBC 미니시리즈 《복수혈전》 ... 주몽그룹 회장 역
- 1998년 KBS1 특집드라마 《목마들의 언덕》
- 1998년 KBS1 일일연속극 《살다보면》
- 1998년 KBS2 미니시리즈 《거짓말》 ... 주현철 역
- 1998년 MBC 미니시리즈 《맨발로 뛰어라》
- 1998년 MBC 미니시리즈 《수줍은 연인》 ... 무갑 역
- 1998년 MBC 미니시리즈 《애드버킷》 ... 회양극장 대표 이동관/대도 조강일 역
- 1999년 MBC 수목드라마 《우리가 정말 사랑했을까》 ... 이병국 역
- 1999년 MBC 특별기획드라마 《왕초》
- 1999년 MBC 미니시리즈 《안녕 내 사랑》 ... 기태 부 역
- 1999년 SBS 아침드라마 《첼로》
- 1999년 SBS 일요시트콤 《LA아리랑》 ... 아리랑 한의원 원장 및 여운계 첫째 아들 역
- 1999년 MBC 대하드라마 《허준》 ... 허륜 역
- 1999년 KBS2 주말연속극 《사랑하세요?》 ... 박해성 역
- 2000년 KBS1 일일연속극 《좋은걸 어떡해》 ... 강치성 역
- 2000년 SBS 미니시리즈 《도둑의 딸》 ... 김광수 역
- 2001년 KBS1 일일연속극 《우리가 남인가요》 ... 박재복 역
- 2001년 KBS2 주말연속극 《푸른 안개》 ... 조상만 역
- 2001년 MBC 수목미니시리즈 《호텔리어》 ... 서울호텔 최 사장 역(우정출연)
- 2001년 SBS 주말극장 《아버지와 아들》 ... 강태걸 역
- 2001년 MBC 창사40주년 특별기획드라마 《상도》 ... 민상기 역
- 2001년 MBC 금요단막극 《우리집》 ... 한만수 역
- 2002년 KBS2 아침드라마 《색소폰과 찹쌀떡》 ... 강갑수 역
- 2002년 MBC 수목미니시리즈 《삼총사》
- 2002년 KBS2 월화드라마 《고독》 ... 민 선생 역
- 2002년 KBS2 일일드라마 《결혼합시다》 ... 탁송백 역
- 2003년 KBS1 일일연속극 《노란 손수건》 ... 상민 부 역
- 2003년 MBC 월화미니시리즈 《러브레터》 ... 정명우 역
- 2003년 KBS2 아침드라마 《나는 이혼하지 않는다》 ... 차부길 역
- 2004년 KBS2 수목드라마 《꽃보다 아름다워》 ... 김두칠 역
- 2004년 MBC 주말연속극 《장미의 전쟁》 ... 오일만 역
- 2004년 SBS 월화드라마 《러브스토리 인 하버드》 ... 용구 역
- 2005년 MBC 월화미니시리즈 《원더풀 라이프》 ... 한범수 역
- 2005년 MBC 《제5공화국》 ... 단역
- 2005년 MBC 주말연속극 《결혼합시다》 ... 재현 부 역
- 2005년 MBC 월화드라마 《비밀남녀》 ... 서달구 역
- 2006년 SBS 금요드라마 《내 사랑 못난이》 ... 박풍수 역
- 2007년 KBS2 주말연속극 《행복한 여자》 ... 최현두 역
- 2007년 KBS2 2부작특집극 《우리를 행복하게 하는 몇 가지 질문》
- 2007년 SBS 금요드라마 《아들 찾아 삼만리》 ... 강상기 회장 역
- 2008년 SBS 금요드라마 《우리집에 왜왔니》 ... 한진태 역
- 2008년 MBC 일일시트콤 《코끼리》 ... 주현 역
- 2009년 KBS2 미니시리즈 《미워도 다시 한 번》 ... 최성국 역
- 2009년 tvN 토요시트콤 《세 남자》
- 2009년 MBC 주말연속극 《잘했군 잘했어》 ... 정재 역
- 2011년 tvN 미니시리즈 《꽃미남 라면가게》 ... 차옥균 역
- 2012년 MBC 대장경천년특별기획 《무신》 ... 최충헌 역
- 2012년 MBC 일일연속극 《그대 없인 못살아》 ... 김풍기 역
- 2013년 SBS 주말 특별기획 《돈의 화신》 ... 이중만 역
- 2013년 SBS 주말극장 《열애》 ... 양태신 역
- 2015년 tvN 금토드라마 《하트 투 하트》 ... 고상규 역
- 2016년 tvN 금토드라마 《디어 마이 프렌즈》 ... 이성재 역
- 2016년 SBS 월화드라마 《낭만닥터 김사부》 ... 신명호 회장 역
- 2019년 KBS2 주말드라마 《세상에서 제일 예쁜 내 딸》 ... 정대철  역
- 2019년 MBC 주말드라마 《두 번은 없다》 ... 최거복 역
- 2020년 SBS 월화드라마 《낭만닥터 김사부 2》 ... 신명호 회장 역 (특별출연)

### 영화
- 《조총련》 (1975년)
- 《비정지대》 (1976년)
- 《야행》 (1977년)
- 《깃발없는 기수》 (1980년)
- 《한희작의 러브러브》 (1991년)
- 《새알각하》 (1994년)
- 《박대박》 (1997년)
- 《해피엔드》 (1999년)
- 《친구》 (2001년)
- 《이것이 법이다》 (2001년)
- 《2424》 (2002년)
- 《굳세어라 금순아》 (2002년)
- 《조폭 마누라 2 - 돌아온 전설》 (2003년)
- 《고독이 몸부림칠 때》 (2004년)
- 《가족》 (2004년)
- 《내 생애 가장 아름다운 일주일》 (2005년) - 곽 회장, 곽만춘 역
- 《마파도 2》 (2006년)
- 《구미호 가족》 (2006년)
- 《1번가의 기적》 (2007년)
- 《사랑》 (2007년)
- 《해로》 (2012년)
- 《런닝맨》 (2013년)
- 《은밀하게 위대하게》 (2013년)
- 《화장》 (2015년)
- 《국가대표 2》 (2016년) - 대웅 부 역

### 광고
- 일화 (진생엎, 쌍화탕, 일화생수)
- CJ제일제당 쇠고기 다시다
- CJ제일제당 제일제당 선물세트
  - 기업 캠페인 신선한 기쁨 언제나 가득히(Feat, 김혜자)
- 계동치킨
- 삼양식품 수타면
- 공익광고협의회 대화
- 롯데제과 구구
- 팔도 일품해물라면
- 한국피자헛 밤 리치골드
- 효성 알미늄샤시
- 도루코 도루코 면도기
- 라이나생명 라이나 무배당실버보험
- 오리온제과 베이직 크래커
- 동서식품 포스트 콘푸라이트
- 농심 (신라면, 농심라면 육개장)
- CJ제일제당 불고기양념
- 동국제약 인사돌
- 웅진코웨이 룰루비데
- 제일약품 진녹천
- 글락소스미스클라인 폴리덴트
- 성경식품 - 지도표 성경김
- 효성 알루미늄 새시

### TV 예능 프로그램
- KBS2 → KBS1 《가족오락관》
- KBS2 《해피투게더》
- MBC 《전파견문록》 - 배우 수애와 함께 출연
- SBS 《스타 강제후기 리뷰쇼 박스라이프》

### 라디오 프로그램
- 2015년 EBS FM 《EBS 책 읽는 라디오 낭독 시리즈》

## 수상 경력
- 1990년 KBS 연기대상 우수연기상
- 1991년 제18회 한국방송대상 남자 탤런트상
- 1991년 제27회 백상예술대상 TV부문 인기상
- 1995년 SBS 연기대상 우수연기상
- 2005년 제50회 아시아태평양영화제 남우주연상

## 기타 이력
- 前 자유민주연합 문화예술행정특임위원(1998년)
- 前 서일대학 연극영화학과 겸임교수